# Mohand al-Shehri
Mohand al-Shehri (arab. ‏مهند الشهري‎, transliteracja: Alshehri; również: Mohammed Alshehhi, Mohald Alshehri; ur. 5 lipca 1979 w prowincji Asir, zm. 11 września 2001 w Nowym Jorku) – saudyjski terrorysta, zamachowiec samobójca. 

## Życiorys
Jeden z pięciu porywaczy samolotu linii United Airlines (lot 175), który jako drugi rozbił się o jedną z wież World Trade Center (wieżę południową), w czasie zamachów z 11 września 2001 roku.
Niespokrewniony z dwoma innymi porywaczami (samolotu lotu 11) – Waleedem al-Shehri i Wailem al-Shehri.